# Calyptotis
Calyptotis är ett släkte av ödlor. Calyptotis ingår i familjen skinkar.
Dessa ödlor är små och gräver i marken. De har fem fingrar och tår vid fram- och bakfötter samt rörliga nedre ögonlock. Vid bakfoten är den tredje tån lite längre än den fjärde. På buken och svansens undersida finns vanligen röda eller rosa nyanser. Arterna lever i östra Australien.
IUCN listar alla släktmedlemmar som livskraftiga (LC).
Arter enligt Catalogue of Life:
- Calyptotis lepidorostrum
- Calyptotis ruficauda
- Calyptotis scutirostrum
- Calyptotis temporalis
- Calyptotis thorntonensis